# 리오 버라드커
리오 에릭 버라드커(영어: Leo Eric Varadkar, 1979년 1월 18일 ~ )는 아일랜드의 정치인이다. 소속 정당은 피너 게일의 중도우파 정치인이다. 동성결혼을 한 커밍아웃한 게이이다.

## 생애
리오 버라드커는 더블린에서 인도 뭄바이 출신 아버지와 아일랜드인 어머니 사이에서 태어났다. 버라드커의 아버지는 1960년대에 잉글랜드에서 의사로 근무한 이력을 갖고 있다. 트리니티 칼리지에서 법학을 전공했고, 2007년 6월에 실시된 아일랜드 총선거에서 달 에런(아일랜드 하원) 의원에 당선되었다.
2011년 3월 9일부터 2014년 7월 11일까지 아일랜드 교통관광체육부 장관, 2014년 7월 11일부터 2016년 5월 6일까지 아일랜드 보건부 장관, 2016년 5월 6일부터 2017년 6월 14일까지 아일랜드 사회보호부 장관을 역임했다. 버라드커는 2017년 6월 14일에 총리(티셔흐) 겸 아일랜드 국방부 장관으로 임명되었는데, 총리 취임 당시에는 38세였기 때문에 아일랜드 역사상 최연소 총리가 되었다. 2020년 6월 27일에 피어너 팔의 대표이자 야당 후보였던 마이클 마틴에게 정권을 위임하고 퇴임을 하였다.

## 사생활
버라드커 보건부 장관은 2015년 1월 18일 아일랜드 공영방송 RTE 라디오1 채널에 출연해 스스로 게이임을 커밍아웃하여 화제가 되었다.
버라드커 장관은 2015년 5월에 실시된 아일랜드의 동성결혼 찬반 국민투표를 앞두고 동성결혼을 지지하는 쪽에 섰다. 마침내 동성결혼이 합법화되자 이를 "역사적인 날, 국민투표라기 보다는 시민혁명"이라 표현했다.